# Aniba burchellii
Aniba burchellii är en lagerväxtart som beskrevs av André Joseph Guillaume Henri Kostermans. Aniba burchellii ingår i släktet Aniba och familjen lagerväxter. Inga underarter finns listade i Catalogue of Life.